# Castletown (Isola di Man)
Castletown, o Balley Chastal in mannese, è una cittadina dell'Isola di Man, situata nella parte meridionale dell'isola e sua antica capitale. Il principale monumento della cittadina è Castle Rushen.